# Carry On (canción de Kygo y Rita Ora)
«Carry On» es una canción del DJ y productor noruego Kygo y la cantante británica Rita Ora. Se lanzó como sencillo independiente para la película de 2019, Pokémon Detective Pikachu. La canción se reproduce durante los créditos finales de la película. Se estrenó como sencillo el 19 de abril de 2019, a través de RCA Records.

## Composición
Katie Stone, de EDM.com, escribió que «a medida que la canción avanza hacia la primera versión instrumental», se introduce un «ritmo de casa tropical» que «combina maravillosamente con la línea superior». Stone también escribió que las voces de Ora se «aguzan y se superponen, creando una pista vibrante».  El sitio de música Run the Trap describió la canción como «melancólica».

## Recepción crítica
John Frisica de Nintendo Enthusiast escribió que la canción es «bastante tranquila y etérea». Katie Stone de EDM.com elogió el canto de Ora como «conmovedora» y sintió que «es apropiado que ella sea incluida en la banda sonora original» desde que aparece en la película. Becca Longmire de ET Canada llamó a la canción «pegadiza».

## Vídeo musical
Mientras anunciaba el lanzamiento de la canción en Twitter el 15 de abril de 2019.  El video musical de la canción se estrenó en YouTube cuatro días después, el 19 de abril. Dirigido por Jonathan Singer-Vine y producido por Colin Tilley, el video intercala escenas del Pokémon Detective Pikachu.
Rolling Stone escribió que el video está «ambientado en el mundo de la película» y agregó que «Ora luce una gabardina amarilla Pikachu mientras conduce por una ciudad oscura, mientras los clips del Detective Pikachu juegan junto a ella».

## Posicionamiento en listas
| Listas (2019)                               | Mejor posición |
| ------------------------------------------- | -------------- |
| Alemania (Media Control Charts)             | 46             |
| Australia Dance (ARIA)                      | 3              |
| Australia (ARIA)                            | 43             |
| Austria (Ö3 Austria Top 40)                 | 47             |
| Bélgica (Ultratop 50) Flanders              | 40             |
| Bélgica (Ultratop) Wallonia                 | 4              |
| Canadá (Canadian Hot 100)                   | 60             |
| China Airplay/FL (Billboard)                | 15             |
| Croacia (HRT)                               | 25             |
| Dinamarca (Tracklisten)                     | 34             |
| Escocia (Official Charts Company)           | 25             |
| Eslovaquia (Singles Digitál Top 100)        | 16             |
| Estados Unidos (Hot Dance/Electronic Songs) | 7              |
| Estonia (Eesti Ekspress)                    | 26             |
| Francia (SNEP)                              | 104            |
| Hungría (Single Top 40)                     | 19             |
| Hungría (Stream Top 40)                     | 22             |
| Irlanda (IRMA)                              | 15             |
| Letonia (Latvijas Top 40)                   | 23             |
| Lituania (AGATA)                            | 13             |
| México Inglés Airplay (Billboard)           | 9              |
| Noruega (VG-lista)                          | 7              |
| Nueva Zelanda Hot Singles (RMNZ)            | 6              |
| Países Bajos (Dutch Top 40)                 | 17             |
| Países Bajos (Single Top 100)               | 35             |
| Polonia (Polish Airplay Top 100)            | 5              |
| Reino Unido (UK Singles Chart)              | 26             |
| República Checa (Rádio Top 100)             | 40             |
| República Checa (Singles Digitál Top 100)   | 28             |
| Suecia (Sverigetopplistan)                  | 14             |
| Suiza (Schweizer Hitparade)                 | 28             |

## Certificaciones
| País (organismo certificador) | Certificación | Unidades certificadas |
| ----------------------------- | ------------- | --------------------- |
| Australia (ARIA)              | Oro           | 35 000                |
| Canadá (Music Canada)         | Oro           | 40 000                |
| Polonia (ZPAV)                | Platino       | 20 000                |
| Reino Unido (BPI)             | Plata         | 200 000               |